# Pseudochirella mariana
Pseudochirella mariana är en kräftdjursart som beskrevs av Markhaseva 1989. Pseudochirella mariana ingår i släktet Pseudochirella och familjen Aetideidae. Inga underarter finns listade i Catalogue of Life.